# Torino violenta
Torino violenta è un film poliziesco all'italiana del 1977, diretto da Carlo Ausino e ambientato interamente a Torino.
Il film, costato appena 60 milioni di lire, incassò venti volte tanto (circa 1 miliardo e 300 milioni di lire dell'epoca).

## Trama
A Torino un'organizzazione composta da alcune famiglie di mafiosi di origine meridionale e da delinquenti francesi commette efferate rapine e conduce studentesse minorenni sulla via della prostituzione, irretendo tali ragazze con l'uso di droghe pesanti alle feste, violenza sessuale e successivi ricatti con foto compromettenti.
Contro questo losco traffico combatte il commissario Ugo Moretti. In questa lotta per la giustizia compare un assassino misterioso che uccide scientificamente i mafiosi. Le morti vengono interpretate dai clan che si spartiscono il dominio della città come una lotta intestina fomentata dai francesi, ed inizia così una guerra criminale tra le due fazioni.
Il misterioso killer altri non è però che il commissario Moretti. Questi, vistosi scoperto dal collega Danieli, che gli rinfaccia l'uso della violenza minacciando di denunciarlo, cerca allora di uccidere il poliziotto per ottenerne il silenzio e continuare la sua attività di giustiziere. L'esito finale sarà invece la sua morte per mano del poliziotto, mentre nel frattempo le due bande vengono sgominate. Tuttavia, prima di morire il commissario dice a Danieli che il fatto di aver ucciso un uomo, seppure per legittima difesa, lo condurrà inevitabilmente a diventare un uomo peggiore e forse, in futuro, anche a commettere dei crimini in nome di un distorto senso della giustizia.

## Produzione

### Riprese
- Il cinema dove avviene la rapina con omicidio della scena iniziale del film è il cinema Ideal di corso san Martino (nei pressi di piazza Statuto).
- L'inseguimento in motocicletta di Danieli a uno degli assassini delle due giovanissime prostitute di 17 anni si svolge al parco del Valentino e si conclude in Piazza Cavour, in mezzo ai monticelli erbosi denominati nel loro complesso giardini Cavour. Attualmente la zona adiacente ai giardini Cavour è diventata isola pedonale.
- Gli studi della radio che compare in una breve scena, erano quelli di Radio Gemini One siti in corso Francia 405/A.
- L'inseguimento dei rapinatori del supermarket, che fuggono su una Fiat 124 blu, avviene in parte sul cavalcavia di Corso Grosseto, demolito nel 2019.

## Distribuzione
Il film è stato distribuito nelle sale italiane a partire dal 14 ottobre 1977.
Il regista Carlo Ausino e l'amico Emanuel Cannarsa (che nel film recita la parte dell'agente Danieli) si sono prodigati in prima persona, nei giorni precedenti l'uscita del film, ad incollare i manifesti pubblicitari per le vie della città.

### Incassi
L'incasso totale del film è stato di 1.279.000.000 di lire dell'epoca.

### Edizioni home video
- La pellicola, nel corso degli anni, è stata distribuita in videocassetta dalla Avofilm e dalla Cecchi Gori Home Video.
- Una versione in DVD è stata distribuita in Italia dalla General Video.[6]

## Sequel
- Tony, l'altra faccia della Torino violenta, regia di Carlo Ausino (1980)

Nonostante il titolo, Torino violenta non ha legame alcuno con i precedenti Roma violenta, Milano violenta e Napoli violenta ed il successivo Provincia violenta.